# Catocala mneste
Catocala mneste är en fjärilsart som beskrevs av Jacob Hübner 1818. Catocala mneste ingår i släktet Catocala och familjen nattflyn. Inga underarter finns listade i Catalogue of Life.